# 梅爾布巴赫河
50°43′44.31″N 7°6′41.79″E / 50.7289750°N 7.1116083°E

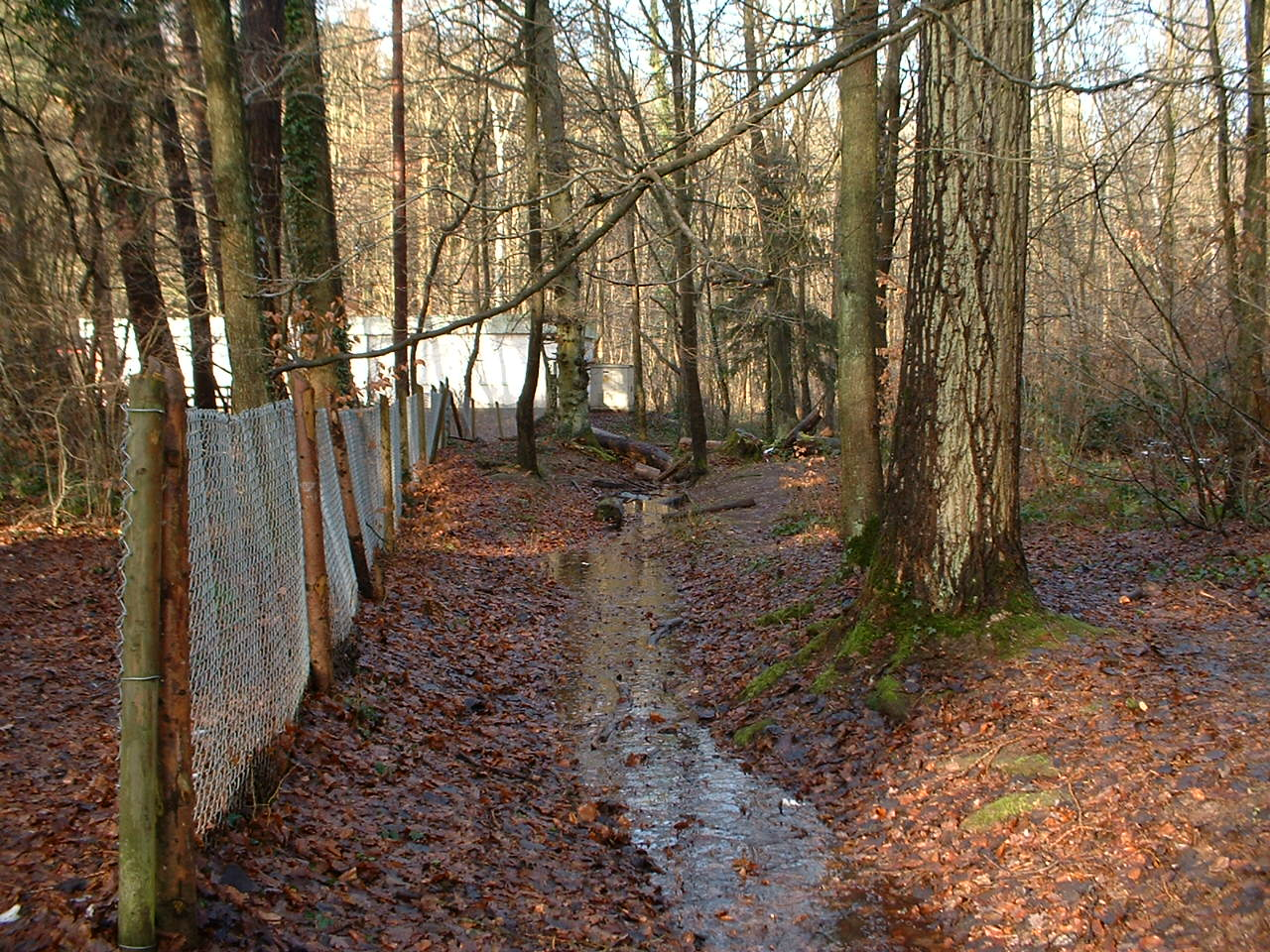
梅爾布巴赫河

梅爾布巴赫河（德語：Melbbach），是德國的河流，位於該國西部，處於北萊茵-威斯特法倫州，屬於萊茵河的支流，河道全長6公里，流域面積5平方公里。